# Майкрофт Холмс
Майкрофт Холмс (англ. Mycroft Holmes) — персонаж рассказов Артура Конан Дойла. Старший брат знаменитого сыщика Шерлока Холмса.

## Характеристика
Владея дедуктивным методом в большей степени, чем его младший брат, Майкрофт, тем не менее, не способен работать сыщиком, как Шерлок, потому что он не склонен физически проверять правильность своих выводов.
Занимает значимый пост в правительстве Великобритании (при этом его конкретная должность не раскрывается), хотя когда Холмс ещё недостаточно хорошо знал Ватсона, он говорил, что брат «проверяет финансовую отчётность в одном министерстве». Шерлок в том же рассказе «Чертежи Брюса-Партингтона» так рассказывает Ватсону о брате:

Он состоит на службе у британского правительства. И так же верно то, что он подчас и есть само британское правительство <…> Майкрофт получает 450 фунтов в год, занимает подчинённое положение, не обладает ни малейшим честолюбием, отказывается от титулов и званий, и, однако, это самый независимый человек во всей Англии <…> Видите ли, у него совершенно особое амплуа, и создал он его себе он сам <…> Ему вручают заключения всех департаментов, он тот центр, та расчётная палата, где подводится общий баланс. <…> В его мощном мозгу всё разложено по полочкам и может быть предъявлено в любой момент. Не раз одно его слово решало вопрос государственной политики — он живёт в ней, все его мысли только тем и поглощены.

Холмс также отмечал, что специальностью Майкрофта является «знать всё». Как и Шерлок, Майкрофт блестяще владеет «дедуктивным методом», даже значительно превосходя брата в его владении, но не использует его в качестве рабочего инструмента, вот что говорит Шерлок по этому поводу: «Если бы искусство сыщика начиналось и кончалось размышлением в покойном кресле, мой брат Майкрофт стал бы величайшим в мире деятелем по раскрытию преступлений. Но у него нет честолюбия и нет энергии». Также Майкрофт является одним из членов-учредителей клуба «Диоген» Уайтхолл, который объединяет самых необщительных людей Лондона. С Шерлоком общается довольно редко: в рассказе «Чертежи Брюса-Партингтона» Шерлок говорит, что Майкрофт всего один раз заходил к нему на Бейкер-стрит, а к тому времени сыщик проживал там уже более 10 лет. Майкрофт называет Шерлока «мой мальчик», а сыщик говорит брату «милый Майкрофт».
Майкрофт состоит в клубе «Диоген», в основании которого участвовал. Шерлок, предположительно, родился в 1854 году, согласно «Его прощальному поклону», а так как Майкрофт «старше его (Шерлока) на семь лет», Майкрофт родился в 1847 году.
Майкрофт фигурирует или упоминается в четырёх рассказах Дойля, в хронологическом порядке это «Случай с переводчиком», «Последнее дело Холмса», «Пустой дом» и «Чертежи Брюса-Партингтона». Как следует со слов его брата, он является сидячим решателем проблем, помогая Шерлоку найти решения и доказательства. На самом деле Майкрофт обладает серьёзным недостатком, несмотря на свои дедуктивные таланты: в «Случае с переводчиком» он допускает грубую ошибку, что едва не стоило жизни его клиенту.

### Внешность
В рассказе «Чертежи Брюса-Партингтона», действие которого происходит в ноябре 1895 года, Майкрофт Холмс описывается так:

Дородный, даже грузный, он казался воплощением огромной потенциальной физической силы, но над этим массивным телом возвышалась голова с таким великолепным лбом мыслителя, с такими проницательными, глубоко посаженными глазами цвета стали, с таким твёрдо очерченным ртом и такой тонкой игрой выражения лица, что вы тут же забывали о неуклюжем теле и отчётливо ощущали только доминирующий над ним мощный интеллект.

## В других версиях
Майкрофт Холмс изображён во многих кино-, теле- и радиоадаптациях историй о Холмсе.

### Радио
- В 1950-х гг. стартовала серия радиопередач с Джоном Гилгудом в роли Шерлока Холмса, где брат Гилгуда, Вэл Гилгуд, озвучил Майкрофта Холмса.
- В радиоинсценировках BBC, где главные роли озвучивают Карлтон Хоббс и Норман Шелли, Майкрофта озвучивают то Малькольм Грэм, то Кит Вильямс, то Феликс Фелтон, то – в «Пустом доме» – сам Карлтон Хоббс.
- Джон Хартли озвучил Майкрофта в «Случае с переводчиком» 21 октября 1992 г., «Чертежах Брюса-Партингтона» 24 июня 1994 г.  и «Москательщике на покое»  29 марта 1995 г.  в радиоинсценировках ББС с Кливом Меррисоном в роли Шерлока и Майклом Вильямсом в роли Ватсона.

### Кино и телевидение
- Первым фильмом, в котором появляется Майкрофт Холмс, были «Чертежи Брюса-Партингтона» 1922 г., где его сыграл Льюис Гилберт.
- В 1965 и 1968 гг. вышли две экранизации от BBC с Дугласом Уилмером (1965) и Питером Кушингом (1968) в роли Шерлока и Найджелом Стоком в роли Ватсона. Майкрофт появляется дважды:  в 1965 г. в «Чертежах Брюса-Партингтона», сыгранный Дереком Фрэнсисом, и в 1968 г. в «Случае с переводчиком», сыгранный Рональдом Адамом.
- В 1965 г. в фильме «Этюд в терроре» Майкрофт сыгран Робертом Морли.
- В фильме «Частная жизнь Шерлока Холмса» (1970), в котором Роберт Стивенс играет Шерлока, Майкрофта играет Кристофер Ли (который сыграл Шерлока Холмса в других версиях). В этом фильме, который изображает людей не так, как в произведениях Конан Дойла, Майкрофт не классический: более проворный и не такой ленивый.  Он возглавляет отдел британской разведки, лишь прикрываясь членством в клубе «Диоген».
- Чарльз Грей сыграл персонажа в 1976 г.  в фильме «Семипроцентный раствор» и в четырёх сериях гранадовского сериала «Приключения Шерлока Холмса», выходившего с 1980 по 1990 гг. Первые два раза Грэй играет Майкрофта там, где Майкрофт изначально фигурирует («Чертежи Брюса-Партингтона» и «Случай с переводчиком»). В двух других случаях он появляется по разным причинам:
  - «Пенсне в золотой оправе» – Майкрофт задействован там, где должен быть задействован Ватсон в исполнении Эдварда Хардвика.
  - «Камень Мазарини» – Майкрофт задействован там, где должен быть задействован Шерлок, так как Джереми Бретт заболел.
- Борис Клюев играет Майкрофта в советском телесериале «Приключения Шерлока Холмса и доктора Ватсона». Клюев на девять лет младше Василия Ливанова, который играет Шерлока Холмса.
- Он кратко упоминается в фильме 1985 года «Молодой Шерлок Холмс»; когда Шерлок выходит со школьного совета, он говорит Ватсону, что его брат Майкрофт несколько дней поддерживает его планы.
- Питер Джеффри играет Майкрофта в фильме 1990 года «Руки убийцы» с Эдвардом Вудвардом в роли Шерлока, Джоном Гиллерманом в роли Ватсона и Энтони Эндрюсом в роли профессора Мориарти.
- Джером Уиллис играет Майкрофта Холмса в «Шерлоке Холмсе и примадонне», фильме 1992 года с Кристофером Ли в роли Холмса и Патриком Макни в роли Ватсона.
- Роберт Томсон играет Майкрофта в фильме 2001 г.  «Королевский скандал» с Мэттом Фрэвером в роли Шерлока.
- Ричард Э. Грант сыграл его как покалеченного молодого человека – последствие введения наркотика от Мориарти – в «Шерлоке: Деле зла» (2002).
- В сериале от BBС «Шерлок» (2010- н.в.) Майкрофта играет продюсер Марк Гатисс.
- В сериале «Элементарно» Майкрофта играет Рис Иванс.
- Стивен Фрай играет Майкрофта в фильме Гая Ричи «Шерлок Холмс: Игра теней», вышедшем в декабре 2011 года.
- В российском телесериале 2013 года Игорь Петренко играет Майкрофта Холмса, брата-близнеца Шерлока, работающего на королеву.
- В художественный фильме 2020 года Энола Холмс от Netflix Майкрофта играет Сэм Клафлин.

### Повести и рассказы
Персонаж используется во многих адаптациях историй о Холмсе:
- В серии книг Джаспера Форда «Четверг Нонетот» Майкрофт является дядей Четверг, оказавшимся призраком, и берёт на себя функцию Шерлока Холмса, разоблачая злую корпорацию «Голиаф».
- Он является главным персонажем в серии мистических повестей Квина Фаусетта.
- Он – главный персонаж мистической серии Мэри Рассел.  Майкрофт изображён важной фигурой в британской разведке, помогающей Шерлоку в некоторых делах.
- Юный Майкрофт Холмс – протагонист  мистико-приключенческого сочинения Майкла П. Ходела и Сина М. Райта «Вход льва: Посмертные записки Майкрофта Холмса» (1979). Действие происходит в 1875 г., десять лет спустя после Гражданской войны в США, когда Майкрофт Холмс был важным представителем «Иностранного офиса». Майкрофт помогает своему младшему брату Шерлоку, Виктору Тревору (впервые появляющемуся в «Глории Скотт») и авантюристу, известному как «капитан Иерихон», в мистическом деле раба. Их группа пытается предотвратить намерение офицеров Конфедерации вовлечь британское правительство в ниспровержение правительства Соединённых Штатов. История объясняет вражду между Шерлоком Холмсом и профессором Мориарти.
- Майкрофт играет маленькую, но очень важную роль в повести Рэя Уэлша «Записки Майкрофта», опубликованной в Лондоне в 1984 г., в которой Шерлок Холмс, приняв заказ от майора Генри Смита, специально уполномоченного Сити в Лондоне, оказывается вовлечён в охоту на Джека Потрошителя.

### Компьютерные игры
- Майкрофт играет важную роль в игре 1987 г. «Шерлок Холмс: Бриллиант короны».
- Он играет главную роль пострадавшего в результате попытки убийства  в компьютерной игре «Потерянное досье на Шерлока Холмса: Дело розовой татуировки».
- В компьютерной игре 2009 г. «Шерлок Холмс против Джека Потрошителя» Холмс-младший получает помощь в одном деле от старшего брата.
- В компьютерной игре 2014 г. «Шерлок Холмс: Преступления и наказания» Майкрофт появляется в деле «Прогулка в лунном свете».